# Depuración (medicina)
En medicina, la depuración, separación, o aclaramiento (CL, del inglés clearance) de una sustancia es el inverso del tiempo constante que describe su índice de eliminación del cuerpo dividido por su volumen de distribución (o total de agua corporal).: 228 

Fisiología de la nefrona.

El aclaramiento, puede determinarse de una forma global (aclaramiento sistémico) o de forma individualizada para cada vía (aclaramiento hepático, renal, etc.). La ecuación que recoge este concepto sería:
En donde {\displaystyle CL_{o}} es el aclaramiento del órgano, {\displaystyle C_{A}} la concentración plasmática en sangre arterial, {\displaystyle C_{V}} la concentración plasmática en sangre venosa y {\displaystyle Q} el flujo sanguíneo del órgano. 

## Farmacología
La depuración es un control usado en el área de farmacología, y se define como la capacidad que tiene un órgano para eliminar un fármaco. Se expresa mediante el número de mililitros de plasma que se depura de una sustancia (fármaco) determinada por minuto.
La expulsión del fármaco puede ser consecuencia de procesos que tienen lugar en riñones, hígado y otros órganos.
El aclaramiento renal es usado también para evaluar algunos aspectos de la función renal.